# British Home Championship 1948/49
De British Home Championship van 1948/49 was de 53e editie van de British Home Championship. Het toernooi werd gehouden van 9 oktober 1948 tot en met 9 april 1949. Schotland werd kampioen.

## Eindstand
| Team          | Gsp | W | G | V | DV | DT | DS | Ptn |
| ------------- | --- | - | - | - | -- | -- | -- | --- |
| Schotland     | 3   | 3 | 0 | 0 | 9  | 4  | +5 | 6   |
| Engeland      | 3   | 2 | 0 | 1 | 8  | 5  | +3 | 4   |
| Wales         | 3   | 1 | 0 | 2 | 3  | 4  | –1 | 2   |
| Noord-Ierland | 3   | 0 | 0 | 3 | 4  | 11 | –7 | 0   |

## Wedstrijden
|                                                     |                     |       |                                                                                       |                                                                              |
| 9 oktober 1948 «onderlinge duels» 15:00 uur (UTC+1) | Engeland            | 2 – 6 | Noord-Ierland                                                                         | Windsor Park, Belfast Toeschouwers: 53.629 Scheidsrechter: Willie Webb (SCO) |
| 9 oktober 1948 «onderlinge duels» 15:00 uur (UTC+1) | Davy Walsh 50', 90' |       | 27' Stanley Matthews 63', 68', 77' Stan Mortensen 65' Jackie Milburn 79' Stan Pearson | Windsor Park, Belfast Toeschouwers: 53.629 Scheidsrechter: Willie Webb (SCO) |

|                                                      |                |       |                                        |                                                                              |
| 23 oktober 1948 «onderlinge duels» 15:00 uur (UTC+1) | Wales          | 1 – 3 | Schotland                              | Ninian Park, Cardiff Toeschouwers: 59.911 Scheidsrechter: Davy Maxwell (IRL) |
| 23 oktober 1948 «onderlinge duels» 15:00 uur (UTC+1) | Bryn Jones 25' |       | 15' Hugh Howie 27', 43' Willie Waddell | Ninian Park, Cardiff Toeschouwers: 59.911 Scheidsrechter: Davy Maxwell (IRL) |

|                                                     |                |       |       |                                                                              |
| 10 november 1948 «onderlinge duels» 14:30 uur (UTC) | Engeland       | 1 – 0 | Wales | Villa Park, Birmingham Toeschouwers: 67.770 Scheidsrechter: Jack Mowat (SCO) |
| 10 november 1948 «onderlinge duels» 14:30 uur (UTC) | Tom Finney 39' |       |       | Villa Park, Birmingham Toeschouwers: 67.770 Scheidsrechter: Jack Mowat (SCO) |

|                                                     |                                          |       |                   |                                                                             |
| 17 november 1948 «onderlinge duels» 14:45 uur (UTC) | Schotland                                | 3 – 2 | Noord-Ierland     | Hampden Park, Glasgow Toeschouwers: 93.000 Scheidsrechter: Bill Evans (ENG) |
| 17 november 1948 «onderlinge duels» 14:45 uur (UTC) | Billy Houliston 29', 89' Jimmy Mason 73' |       | 1', 5' Davy Walsh | Hampden Park, Glasgow Toeschouwers: 93.000 Scheidsrechter: Bill Evans (ENG) |

|                                                 |               |                                    |       |                                                                            |
| 9 maart 1949 «onderlinge duels» 15:00 uur (UTC) | Noord-Ierland | 0 – 2                              | Wales | Windsor Park, Belfast Toeschouwers: 22.880 Scheidsrechter: Reg Leafe (ENG) |
| 9 maart 1949 «onderlinge duels» 15:00 uur (UTC) |               | 25' George Edwards 83' Trevor Ford |       | Windsor Park, Belfast Toeschouwers: 22.880 Scheidsrechter: Reg Leafe (ENG) |

|                                                   |                    |       |                                                   |                                                                                     |
| 9 april 1949 «onderlinge duels» 15:00 uur (UTC+1) | Engeland           | 1 – 3 | Schotland                                         | Wembley Stadium, Londen Toeschouwers: 98.188 Scheidsrechter: Mervyn Griffiths (WAL) |
| 9 april 1949 «onderlinge duels» 15:00 uur (UTC+1) | Jackie Milburn 75' |       | 28' Jimmy Mason 52' Billy Steel 61' Lawrie Reilly | Wembley Stadium, Londen Toeschouwers: 98.188 Scheidsrechter: Mervyn Griffiths (WAL) |